# 五峰镇 (彰武县)
五峰镇，是中华人民共和国辽宁省阜新市彰武县下辖的一个乡镇级行政单位。

## 行政区划
五峰镇下辖以下地区：
五峰村、乱山子村、宣女村、大有亨村、合不土村、大五喇叭村、马帐房村、高山台村、孔家村、东南段村和石岭子村。